# Francisco Eugênio Coutinho
Francisco Eugênio Coutinho (Rio de Janeiro, 12 de agosto de 1890 – Rio de Janeiro, 17 de setembro de 1960) foi um médico brasileiro.
Foi eleito membro da Academia Nacional de Medicina em 1928, ocupando a cadeira 42, que tem João Carlos Teixeira Brandão como patrono.